# 九州大学大学院人間環境学研究院・大学院人間環境学府
九州大学大学院人間環境学研究院（きゅうしゅうだいがくだいがくいんにんげんかんきょうがくけんきゅういん、英称: Faculty of Human-Environment Studies）及び九州大学大学院人間環境学府（きゅうしゅうだいがくだいがくいんにんげんかんきょうがくふ、英称: Graduate School of Human-Environment Studies）は、九州大学大学院に設置されている研究科以外の研究・教育上の基本組織の一つである。

## 概要
九州大学大学院では独立大学院の組織として、行動と社会、空間を3元要素とした限定環境場を対象とする人間環境学の構築を目指し、文理融合の学際化を図った。これにより(1) 教育学部の(1-ⅰ) 心理学、臨床心理学系と(1-ⅱ) 教育学系、(2) 工学部の建築学科、(3) 文学部人間科学科の(3-ⅰ) 認知心理学系、(3-ⅱ) 社会学、(3-ⅲ) 宗教人類学の地理学・歴史学を除いた分野、(4) 健康科学センターの一部を再編・統合し1998年に人間環境学研究科が発足。
さらに2000年に大学院の基本部局である研究科を、研究組織（教官組織）の研究部（研究院）と教育組織である教育部（学府）とに組織的に分離（「教教分離」）し、研究院の基本組織が部門、学府の基本組織が専攻とされた。
取得できる学位は、修士(人間環境学)、修士(文学)、修士(教育学)、修士(心理学)、修士(工学)、博士(人間環境学)、博士(文学)、博士(教育学)、博士(心理学)、博士(工学)又は臨床心理修士(専門職)のいずれかである。

## 沿革
- 1998年04月 - 九州大学大学院に人間環境学研究科を設置する[1]。また、人間環境学府に附属の臨床心理センターを置く。
- 2000年04月 - 研究科を再編し研究院・学府制度を創設する。人間環境学研究院、人間環境学府が設置される[1]。
- 2004年04月 -九州大学が国立大学法人九州大学に移行。
- 2005年04月 – 臨床心理士養成のための専門職大学院「実践臨床心理学専攻」を設ける。これに伴い、人間環境学府附属臨床心理センターを同附属総合臨床心理センターに改組する。
また、発達・社会システム専攻（教育学コース、社会学コース）を教育システム専攻に改組・名称変更をする。これに伴い、同社会学コースは募集停止となり人間共生システム専攻共生社会学コースへ統合される。

## 専攻・プログラム（人間環境学府）
- 都市共生デザイン専攻
  - アーバンデザイン学コース（修士課程）
  - 都市災害管理学コース（修士課程）
  - 持続都市建築システム国際コース（修士課程）
  - 都市共生デザインコース（博士後期課程）
  - 持続都市建築システム国際コース（博士後期課程）
- 人間共生システム専攻
  - 共生社会学コース（修士課程 / 博士後期課程）
  - 臨床心理学指導・研究コース（修士課程 / 博士後期課程）
- 行動システム専攻
  - 心理学コース（修士課程 / 博士後期課程）
  - 健康・スポーツ科学コース（修士課程 / 博士後期課程）
- 教育システム専攻[3]
  - 現代教育実践システムコース（修士課程）
  - 総合人間形成システムコース（修士課程）
  - 教育学コース（博士後期課程）
  - 国際社会開発プログラム[1] · [4]
教育システム専攻のみならず、人間環境学府および九州大学全学の大学院生に開放している共通プログラム。
- 空間システム専攻
  - 建築計画学コース（修士課程）
  - 建築環境学コース（修士課程）
  - 建築構造学コース（修士課程）
  - 持続都市建築システム国際プログラム（修士課程）
都市共生デザイン専攻と空間システム専攻の連携プログラム[注釈 1]。
  - 空間システムコース（博士後期課程）
  - 持続都市建築システム国際コース（博士後期課程）
都市共生デザイン専攻と空間システム専攻の連携コース[注釈 1]。

- 実践臨床心理学専攻（専門職学位課程）

## 専攻・講座（人間環境学府）
- 都市共生デザイン専攻: アーバンデザイン学、都市災害管理学
- 人間共生システム専攻: 共生社会学、臨床心理学
- 行動システム専攻: 心理学、健康・スポーツ科学
- 教育システム専攻: 教育社会計画学、国際教育環境学、国際社会開発学
- 空間システム専攻: 建築計画学、建築環境学、建築構造学
- 実践臨床心理学専攻: 実践臨床心理学

## 部門・講座（人間環境学研究院）
- 人間科学部門
  - 共生社会学
  - 心理学
  - 臨床心理学
  - 健康・スポーツ科学
- 教育学部門
  - 教育社会計画学
  - 国際教育環境学
- 都市・建築学部門
  - 構造防災系
  - 計画環境系

## 人間環境学コロキウム
2000年度よりシリーズ「人間環境学」と称して、学内教官と学外からの招聘講師による「人間環境学コロキウム」を立ち上げた。人間環境学コロキウムは、これを発展させ、学生からの公募によって構成された「人間環境学コロキウム実行委員会」によって企画される（共催：九州大学人社系協働研究コモンズ）。これは、学生が主体となって企画・運営する学術フォーラムであり、毎年後学期に開催されている。2001年度よりテーマが設定されている。
- 人間環境学府のホームページによると、人間環境学コロキウムのねらいとは、学内外から講師を招いて、人間環境学にまつわる様々な話題について議論することによって、人間環境学府・研究院内外の相互交流を通じて、「人間環境学」という視点に立った研究の進展をはかり、それを支える人材の育成をめざしている。
  - 第一線の研究者と膝を交えて対話しながら、創造的な発見プロセスを肌で感じ取ることのできるような学びの場を提供すること。
  - 自分の専門領域における第一線の研究者や専門家が何処に所属し、どのような研究を手がけているかを常日頃から見極める力の獲得。
  - 全く価値観や文化の異なる見知らぬ人との間のコミュニケーション能力やネゴシエーション能力の育成。
  - 企画立案能力とその企画立案したものを実際に実践していくときの過程を実体験し、それを通して諸活動のマネージメント能力を育成すること。
- テーマ
  - 2000年度: （全体テーマは無し）
  - 2001年度: 人間環境における「豊かさ」
  - 2002年度: 人間環境学をめぐる対話　〜対話の輪を広げる〜
  - 2003年度: 「環」から「融」へ ―循環・継承・再生する人間環境はいま―
  - 2004年度: 人はどこへ進むのか 〜現代における順応の姿〜
  - 2005年度: <ひと>に立ち還る 〜人間環境学というパラダイム〜
  - 2006年度: 人間環境学の方法を検証する
  - 2007年度: 「安全」を考える ―人間環境学の結節点―
  - 2008年度: イエと人間 ―今・昔・将来の家族―
  - 2009年度: 「開発」を考える ―サステナビリティの可能性を問う―
  - 2010年度: 人間環境学×フィールドワーク ―「人間環境学」を歩く、発見する、映し出す―
  - 2011年度: はこざき −わたしたちを取り巻くまちのこれまで、これから−
  - 2012年度: 人間環境学キャラバン −コミュニケーションを巡る旅−
  - 2013年度: 世界を切り取る
  - 2014年度: リアルを伝える。
  - 2015年度:
  - 2016年度:
  - 2017年度:
  - 2018年度: 環境は＜きれい＞でなければならないか？
  - 2019年度:
  - 2020年度: 分かり合えないことから始めるコミュニケーション（オンラインによる開催）
  - 2021年度: 人間環境学の「場」／「場」から見る人間環境学
  - 2022年度:
  - 2023年度:

## 表彰制度
毎年、学府長賞（最優秀賞、優秀賞、奨励賞）として学府長賞選考会を行い、優秀な学位論文を執筆した者を表彰している。

## 修了者

### 同窓会
- 人間環境学府同窓会

### 著名な出身者
- 野田順康 - 元国連人間居住計画アジア太平洋地域本部長
- 佐谷宣昭 - パイプドHD創業者・社長兼グループCEO
- 田中新正 - 心理学専門、大分大学名誉教授、元日本心理臨床学会理事長
- 鶴光代 - 心理学専門、東京福祉大学教授、元日本臨床動作学会理事長